# Les Malheurs de Sophie (série télévisée d'animation)
Pour les articles homonymes, voir Les Malheurs de Sophie (homonymie).
Vous pouvez aider à l'améliorer ou bien discuter des problèmes sur sa page de discussion.
- Il ne cite pas suffisamment ses sources. Vous pouvez indiquer les passages à sourcer avec {{référence nécessaire}} ou {{Référence souhaitée}}, et inclure les références utiles en les liant aux notes de bas de page. (Marqué depuis mars 2024)
- Certaines informations devraient être mieux reliées aux sources mentionnées dans la bibliographie ou les liens externes. Améliorez sa vérifiabilité en les associant par des références. (Marqué depuis mars 2024)

- Archive Wikiwix
- Bing
- Cairn
- DuckDuckGo
- E. Universalis
- Gallica
- Google
- G. Books
- G. News
- G. Scholar
- Persée
- Qwant
- (zh) Baidu
- (ru) Yandex
- (wd) trouver des œuvres sur Wikidata

Les Malheurs de Sophie est une série télévisée d'animation française d'après la trilogie de la comtesse de Ségur (Les Malheurs de Sophie, Les Petites Filles modèles et Les Vacances) adaptée par Bernard Deyriès.
Elle a été diffusée pour la première fois le 21 décembre 1998 sur France 3, puis par la suite sur Canal J et plus tard sur France 5 dans l'émission Midi les Zouzous et sur TiJi. La série est disponible en intégralité sur Okoo.
Bien qu'il existe d'autres adaptations des romans adaptés, cette série est l'unique adaptation complète de la trilogie de la comtesse de Ségur.

## Synopsis
L'histoire commence au château de Réan, une demeure de la campagne française en Normandie à l'époque du Second Empire. Le château appartient à la famille de Réan et l'héroïne est la fille de la maison, Sophie de Réan, une petite fille qui n’est jamais à court d’idées dès qu’il s’agit de faire des bêtises (thé au trèfle et à l’eau de chien, coiffure de sa poupée au fer à friser, bain de la poupée, douche sous la gouttière pour tenter de se friser les cheveux et se faire belle, coups de fourchette sur l'âne pour le faire avancer, écureuil en cage…). C’est pourquoi elle doit souvent mentir à sa mère pour les cacher tandis que son père, président des chemins de fer, est souvent retenu à Paris pour ses activités. Et bien que Mme Évelyne de Réan veille, Sophie incite ses amies, Camille et Madeleine, à faire les quatre cents coups. Sophie ne vit pas seule, elle est accompagnée par son cousin Paul. Lui aussi vit au château car délaissé par ses parents, et il fait son possible pour la raisonner. 
Tout va bien jusqu’au jour où, peu avant ses huit ans, notre petite héroïne perd sa mère, son oncle et sa tante dans le naufrage de la frégate Sibylle, à la suite d'une tempête en mer dans le secteur des Bermudes. Les familles de Réan et d'Aubert avaient embarqué sur ce navire au Havre pour un séjour en Amérique. Les familles de Réan et d'Aubert se rendaient en Louisiane pour hériter de la fortune de M. Fichini, très riche industriel des chemins de fer qui fit fortune aux États-Unis, vieil ami de M. Henri de Réan et de Mme d'Aubert ; ainsi que pour assurer l'avenir de Fédora Fichini, fille adoptive de M. Fichini. Après le naufrage, Sophie et son père survivent dans un baquet puis sont recueillis par un autre navire qui les conduit à La Nouvelle-Orléans en Louisiane, leur destination. Ils vont y rester près de deux ans et M. de Réan ayant contracté la maladie, se relève avec difficultés, très atteint par la perte de sa famille. Sophie, bien que le chagrin soit présent, fait preuve de courage. Le courant semble bien passer entre Mademoiselle Fédora Fichini et son enfant, c'est pourquoi M. de Réan ayant une santé très fragile et peur de mourir (en cas de rechute), épouse en secondes noces cette dernière, pour éviter que sa fille unique se retrouve toute seule. Malheureusement, dès le jour du mariage, la vraie personnalité de sa seconde épouse éclate au grand jour : Madame Fichini commence à maltraiter Sophie. Découvrant la vérité, son père entre dans une violente colère, et frappe Madame Fichini. Malgré ces remontrances, cette dernière ose lui tenir tête. Bien qu'ayant demandé pardon à Sophie de lui avoir offert une telle belle-mère, et promis de l'éloigner de cette femme, la maladie s'aggrave, et il meurt peu après. Sophie se retrouve donc entre les mains de son horrible belle-mère, la cruelle Mme Fédora Fichini. 
C'est désormais seule avec sa belle-mère que Sophie rentre en France. Et la violence de sa belle-mère s'amplifie davantage. Elle fait même preuve de la plus extrême cruauté. Sophie vit un véritable cauchemar face à sa belle-mère qui la bat sans cesse. Tous les prétextes sont bons pour Mme Fichini dès qu'il s'agit de donner des coups de fouet à Sophie, car selon elle, « le fouet est le seul moyen d'élever des enfants et le meilleur des maîtres ». Dès leur retour au château de Réan, elles sont invitées à Fleurville, où Sophie retrouve Camille, Madeleine et leur mère, ses amies d'enfance et de Marguerite de Rosbourg, fille de Mme de Rosbourg, elles-mêmes recueillies par Mme de Fleurville.
Mesdames de Fleurville et de Rosbourg sont rapidement outrées et scandalisées par les manières cruelles de leur voisine. Cette dernière, au lieu de reconnaître ses torts, leur somme au contraire de prendre exemple sur elle. Cependant, elles décident de faire front pour devenir « amies » avec Madame Fichini, et faire en sorte de la « soulager » de cette Sophie, dont sa belle-mère dit ouvertement que si elle pouvait s'en débarrasser plus souvent, elle en serait heureuse. 
Un jour, leurs efforts portent leurs fruits, Mme Fichini part faire un long voyage en Italie en leur laissant Sophie, cette dernière s'installe à Fleurville, et très rapidement Mme de Fleurville prend en charge Sophie avec l'amour et la tendresse d'une mère dont elle avait besoin, répondant ainsi avec retard aux dernières volontés de son père. Ce que Sophie souhaite le plus au monde, c'est de ne plus être sous l'emprise de sa belle-mère et être adoptée par Mme de Fleurville, et aussi revoir un jour son cousin Paul qui a disparu dans le naufrage. Son espoir le plus cher devient réalité deux ans plus tard lors du retour de Paul avec le commandant de Rosbourg et son second Blaise Lecomte, et à la mort de Mme Fichini peu après son second mariage en Italie. Sophie est alors adoptée par Mme de Fleurville et son frère M. de Rugès, père de Jean et Léon. Dix ans plus tard, une fois adulte, Sophie se marie avec Jean, le cousin de Camille et Madeleine, et décide de se réinstaller avec lui au château de Réan tandis que Paul épouse Marguerite et que Camille et Madeleine se marient de leurs côtés avec d'honorables gentilshommes dont elles auront chacune un enfant, Georges et Catherine. Sophie était entre-temps devenue la marraine de Pauline, fille benjamine de la famille de Rosbourg, née peu après l'adoption de Sophie par Mme de Fleurville et M. de Rugès. Quant à Léon (frère de Jean et cousin de Camille et Madeleine), il devient officier dans l'armée.

## Fiche technique
- Titre français : Les Malheurs de Sophie
- Création : Bernard Deyriès d'après les romans de la comtesse de Ségur
- Pays :  France
- Langue : français
- Format : Couleur - 35 mm - 1,37:1 - son stéréo
- Genre : Série d'animation, comédie dramatique
- Nombre d'épisodes :  26 (1 saison)
- Durée : 23 minutes
- Dates de première diffusion :
  - France : 21 décembre 1998

## Distribution
- Julie Legout : Sophie de Réan
- Barbara Tissier : Sophie de Réan adulte (épisode 26)
- Gwenaël Sommier : Paul d'Aubert (épisodes 1 à 8)
- Mathieu Laurent : Paul d'Aubert (épisodes 21 à 26)
- Alexandre Gillet : Paul d'Aubert adulte (épisode 26)
- Mélanie Laurent : Camille de Fleurville
- Malvina Germain : Madeleine de Fleurville adulte (épisode 26) / Élisa
- Kelly Marot : Marguerite de Rosbourg
- Valérie Siclay : Marguerite de Rosbourg adulte (épisode 26) / Lucie / Madame Chéneau
- Sylvie Feit : Léon de Rugès / Mina
- Donald Reignoux : Jean de Rugès
- Tony Marot : Jean de Rugès adulte (épisode 26)
- Céline Monsarrat : Mme de Réan
- Daniel Gall : M. Henry Louis Hubert de Réan / Lambert / André / Nicaise / Docteur Forestier (épisode 20) / L'avocat de Mme de Fleurville (épisode 25)
- Monique Thierry : Mme Fedora Marie Alexandrine Fichini
- Claire Guyot : Mme d'Aubert / Miss Albion
- Anne Jolivet : Mme de Fleurville
- Rafaèle Moutier : Mme de Rosbourg
- Régis Reuilhac : le commandant de Rosbourg
- Jean-Claude Robbe : M. de Rugès
- David Lesser : Augustin
- Philippe Dumat : Gabriel / Docteur Forestier (épisodes 4 & 11) / Docteur Alliotte / Le prêtre (épisode 10)
- Sarah Marot : Albertine Simonet (épisode 17)
- Noémie Orphelin : Pauline de Rosbourg (épisode 26)

## Épisodes
1. Les fruits confits
2. Le thé
3. La boite à ouvrages
4. L'enterrement de la poupée
5. L'âne
6. Sophie et les animaux
7. Le départ
8. La tempête
9. La Louisiane
10. La marâtre
11. Retour en France
12. Les fleurs
13. Les poires volées
14. Le sirop volé
15. Le cabinet de pénitence
16. Un hiver à Paris
17. Le rouge-gorge
18. Les pauvres femmes
19. Perdues dans la forêt
20. Les cousins
21. L'arbre creux
22. Les îles
23. Le retour de Paul
24. Les lampions
25. Les fantômes
26. Les mariages

Les épisodes 1 à 7 adaptent Les Malheurs de Sophie ; les épisodes 8 à 10 rapportent le naufrage et le séjour en Amérique, évènements qui ne sont que rapportés dans les romans suivants et ne font pas partie des livres en tant que tel ; les épisodes 11 à 19 adaptent Les Petites Filles modèles sauf l'épisode 16 qui s'inspire d'un autre roman de la Comtesse de Ségur, Les Deux Nigauds et ne fait pas partie de la trilogie ; les épisodes 20 à 26 adaptent Les Vacances.

## Liste des personnages

### Personnages de la série
Famille de Réan
- Sophie de Réan : l'héroïne turbulente mais toujours bienveillante. Fille biologique de M. Henry de Réan et Mme de Réan, belle-fille par alliance de Mme Fichini (dont elle est aussi le souffre-douleur), puis fille adoptive de M. de Rugès et Mme de Fleurville. Nièce de M. et Mme d'Aubert, cousine de Paul d'Aubert. Amie de Camille, Madeleine, Léon, Jean et Marguerite. Elle épousera Jean de Rugès et deviendra la marraine de Pauline de Rosbourg.
Épisodes 1 à 26.
- Mme de Réan : mère "sévère mais juste" de Sophie et tante de Paul. Épouse de Henry de Réan. Elle meurt noyée à la suite du naufrage de La Sibylle.
Épisodes 1 à 8 ; 9, 11, 13, 15, 18 et 19 (dans les rêves de Sophie), 21 (dans les souvenirs de Sophie et de Blaise Lecomte) et 26 (dans les souvenirs de Sophie).
- Henry Louis Hubert de Réan  : père de Sophie, mari de Mme de Réan, frère de Mme d'Aubert et oncle de Paul. Il est président des chemins de fer et partage son temps entre son hôtel particulier à Paris et le château familial à la campagne. Il meurt de maladie (probablement d'une tuberculose qu'il a attrapée durant le naufrage) dans l'épisode 10.
Épisodes 2 à 4 puis 6 à 10 ; 13, 17, 18  et 20 (dans les souvenirs de Sophie) puis 21 et 22 (dans les souvenirs de Sophie et de Blaise Lecomte).
- Fédora Marie Alexandrine Fichini Blagowski : fille adoptive de M. Fichini (mort dans l'épisode 7), président des chemins de fers. Par testament, il confie la charge de sa fortune et de son avenir à Henry de Réan et Mme d'Aubert. Après avoir épousé en premières noces M. de Réan, elle deviendra la belle-mère de Sophie, qu'elle maltraitera constamment, afin de lui inculquer des bonnes manières et une politesse dont elle-même ne fait aucunement preuve. Elle se remarie avec le prince russe Blagowski (qui s'avère être un forçat qui a contracté une maladie) rencontré en Italie et laisse la garde de Sophie à Mme de Fleurville. Durant son voyage en Italie, elle tombe gravement malade et retourne au château de Réan pour obtenir le pardon de Sophie avant de mourir. Sophie le lui accorde juste avant son dernier soupir.
Épisodes 9 à 15 ; 25 (dans les rêves de Sophie) et 26.

Famille d'Aubert
- Paul d'Aubert : cousin de Sophie, fils biologique de M. et Mme d'Aubert, il est adopté à leur mort par M. et Mme de Rosbourg dont il épousera la fille, Marguerite. Sophie le considère comme son frère, puisque tous les deux ont élevés par Madame de Réan. 
Épisodes 1 à 8 ; 9, 10, 13, 18 et 19 (dans les rêves de Sophie) ; 21 et 22 (dans les souvenirs de Sophie et de Blaise Lecomte) puis 23 à 26.
- Madame d'Aubert  : mère peu impliquée de Paul, sœur de M. de Réan et tante de Sophie. Elle se préoccupe plus du programme des bals que de son fils, Paul. Elle meurt noyée dans le naufrage de La Sibylle (épisode 8).
Épisodes 2, 3 (dans l'imagination de Sophie), 5, 7 et 8 puis 13 et 18 (dans les souvenirs de Sophie) puis 21 (dans les souvenirs de Blaise Lecomte).
- M. d'Aubert : père de Paul, mari de Mme d'Aubert et oncle de Sophie et est comme sa femme. Il meurt noyé dans le naufrage de La Sibylle (épisode 8).
Épisodes 2, 3 (dans l'imagination de Sophie), 7 et 8 puis 13 et 18 (dans les souvenirs de Sophie) puis 21 (dans les souvenirs de Blaise Lecomte).

Famille de Fleurville
- Camille de Fleurville  : Habite le chateau voisin de Sophie. fille légitime de Mme de Fleurville. Père décédé à la guerre. Sœur aînée de Madeleine, cousine de Jean et Léon de Rugès, nièce de M. de Rugès, amie de Sophie, Paul et Marguerite. Elle est calme, toujours à l'écoute et se soucie toujours de ses amis, ainsi que généreuse. À l'épisode 26, nous la voyons mariée à un homme, avec un enfant.
Épisodes 1, 2, 4, 7, 11-26.
- Madeleine de Fleurville : fille légitime de Mme de Fleurville. Père décédé à la guerre. Petite sœur de Camille, cousine de Jean et Léon de Rugès, nièce de M. de Rugès, amie de Sophie, Paul et Marguerite. Elle a un an de plus que Sophie. Elle pose toujours les bonnes questions à sa mère et possède les mêmes qualités que sa mère et sa soeur. À l'épisode 26, nous la voyons également mariée à un homme, avec un enfant.
Épisodes 1, 2, 4, 7, 11-26.
- Madame de Fleurville  : femme de M. de Fleurville (mort à la guerre), mère de Camille et Madeleine, sœur de M. de Rugès, tante de Jean et Léon de Rugès, amie de Mme de Réan, Mme d'Aubert et Mme de Rosbourg, mère adoptive de Sophie. Comme l'avait fait M. de Réan avant elle, elle condamne ouvertement les méthodes cruelles de Mme Fichini. Elle a transmis ses valeurs du partage et de la bonté à ses trois filles.  
Épisodes 1, 2, 3 (dans l'imagination de Sophie), 7, 11-26.

Famille de Rosbourg
- Marguerite de Rosbourg : fille de M. et Mme de Rosbourg, grande sœur de Pauline, sœur adoptive puis épouse de Paul (épisode 26), amie de Camille, Madeleine, Sophie, Jean et Léon. Un tantinet susceptible, sûrement dû à son jeune âge, mais ce qui lui vaut quelques mésaventures et bagarres avec Sophie. 
Épisodes 11-26.
- Madame de Rosbourg : amie que Mme de Fleurville a recueillie sous son toit ; mère biologique de Marguerite et Pauline et mère adoptive de Paul.
Épisodes 11-26, durant lesquelles elle n'a cessé de croire au retour de son mari, surtout depuis le retour de Blaise Leconte qui était le second de son mari sur La Sibylle.
- Le commandant de Rosbourg : commandant de la frégate La Sibylle, mari de Mme de Rosbourg, père biologique de Marguerite et Pauline, père adoptif de Paul. Lui aussi avait hâte de retrouver sa femme et sa fille. 
Épisodes 8 ; 13 et 18 (dans les souvenirs de Sophie), 21 et 22 (dans les souvenirs de Blaise Lecomte), 23- 26.
- Pauline de Rosbourg : fille de M. et Mme de Rosbourg, petite sœur de Paul et Marguerite, filleule de Sophie. Visiblement, elle a le même caractère que Sophie au même âge. 
Épisode 26.

Famille de Rugès
- Léon de Rugès : frère aîné de Jean, fils de M. et Mme de Rugès, neveu de Mme de Fleurville et cousin de Camille et Madeleine. Orgueilleux et jaloux, il finit par changer du tout au tout.
Épisodes 5, 7, 16, 20-26.
- Jean de Rugès : frère cadet de Léon, futur mari de Sophie dont il était amoureux depuis leur tendre enfance.
Épisodes 5, 7, 16, 20 à 26.
- M. de Rugès : frère de Mme de Fleurville, mari de Mme de Rugès (qui n'apparaît pas dans la série mais est mentionnée dans l'épisode 21), père de Jean et Léon, oncle de Camille et de Madeleine et père adoptif de Sophie.
Épisodes 20-22, 25-26.

Autres
- Miss Albion  : institutrice anglaise de Sophie et Paul.
Épisodes 3, 5, 7, 23 (dans les souvenirs de Paul).
- Lucie : première bonne de Sophie, renvoyée pour fautes.
Épisodes 1-5, 16, 26 (dans les souvenirs de Sophie).
- Mina  : deuxième bonne de Sophie ; plus sévère que Lucie, elle accompagne la famille de Réan jusqu'à Paris lors du départ pour l'Amérique mais ne s'embarque pas avec eux et retourne au château pour y veiller avec les autres domestiques jusqu'à leur retour. 
Épisodes 5-8.
- Élisa  : bonne de Camille et Madeleine, femme de Hurel avec qui elle aura quatre enfants, belle-mère de Victorine et de ses deux petites sœurs. 
Épisodes 11-22, 24-26.
- Hurel : boucher, veuf depuis 4 ans lorsqu'il rencontre les fillettes. Il a trois filles, Victorine et des jumelles. Il rencontre Elisa à la suite d'une des nombreuses mésaventures de Sophie et Marguerite. Il l'épousera par la suite.
Épisodes 19, 20, 26.
- Victorine Hurel : aînée des trois filles de Hurel, elle s'occupe de ses petites sœurs.
Épisodes 19, 20 et 26
- Marthe : cuisinière au château de Réan et épouse de Gabriel.
Épisodes 1-7 ; 11, 12, 14, 26.
- Gabriel : cuisinier au château de Réan et époux de Marthe.
Épisodes 1-5, 9 (dans les rêves de Sophie), 11-26.
- Lambert  : jardinier au château de Réan qui s'occupe de l'âne, il donnera des nouvelles du château à Sophie et son père lorsqu'ils seront en Amérique. 
Épisodes 1 à 8 ; 9 (mentionné par sa lettre) et 14.
- Nicaise : garde-champêtre au château de Fleurville. 
Épisodes 11, 13, 18, 19, 20 et 25.
- Élisabeth Chéneau : amie de Sophie et de Paul.
Épisodes 3 et 26 (dans les souvenirs de Sophie).
- Mme Chéneau : mère d'Élisabeth, amie de Mme de Réan.
Épisode 3.
- Vincent : cocher de la famille de Réan, il conduit souvent la berline familiale entre Paris et le château en Normandie pour y conduire M. de Réan et les autres lors du départ pour l'Amérique. 
Épisodes 6 à 8 ; 11 à 15.
- Julius : majordome de M. Henri Louis de Réan dans son hôtel particulier à Paris. 
Épisodes 3 et 7.
- André : garçon d'écurie au château de Réan.
Épisode 5.
- Mme Louchet : jardinière au château de Réan surnommée « la mère Louchet ». 
Épisodes 6 et 9 (dans les rêves de Sophie) puis 11 (mentionnée) et 14.
- Palmyre Louchet : fille de la mère Louchet, elle vole du sirop dans le cabinet de Mme Fichini. 
Épisode 14.
- Lefroid : jardinier au château de Fleurville.
Épisodes 11, 12, 15, 19.
- Martin : domestique au château de Fleurville.
Épisodes 11, 18, 19, 20 et 26.
- Joseph : domestique au château de Fleurville, il s'occupe entre autres du service à table.
Épisodes 11, 12, 16 à 20 puis 22 à 24 et 26.
- Antoine : un des cochers de la famille de Fleurville.
Épisodes 1, 2, 11, 14, 16, 17.
- Augustin : autre cocher de la famille de Fleurville, il conduit la berline familiale.
Épisodes 16, 17, 19.
- le docteur Forestier :  médecin qui vient au château de Fleurville pour soigner Mme Chantal de Rosbourg après l'accident de berline puis Camille et Élisa lorsqu'elles attrapent la petite vérole. Mme de Réan fait également appel à lui pour soigner Sophie lorsqu'elle prend froid, après s'être amusée sous la pluie.
Épisodes 4, 11 et 20.
- Simon: domestique au château de Réan. 
Épisodes 3 et 7.
Épisodes 11, 14 et 15.
- Rosalie : cuisinière au château de Fleurville. 
Épisodes 11, 12, 15 à 20 puis 24 à 26.
- Simonet : forgeron près du château de Fleurville.
Épisode 17.
- Mme Simonet : femme de Simonet. 
Épisode 17.
- Albertine Simonet : fille du couple Simonet, elle se marie peu après sa rencontre avec Sophie. Sophie lui offre le roman Paul et Virginie comme cadeau de mariage.
Épisode 17.
- Chasseur : postier à qui M. de Rugès remet sa lettre pour Mme de Fleurville.
Épisode 22.
- M. Rochine : notaire de la famille de Rosbourg.
Épisode 24 (sa présence n'est qu'indicative à travers les deux entretiens qu'il a avec M. de Rosbourg et il n'apparaît pas physiquement).
- Léonard : fils du meunier du domaine de Fleurville, il vole des carottes au jardin.
Épisode 25.
- Relmot : garçon qui sert de souffre-douleur à d'autres jeunes délinquants et à qui Paul, Léon et Sophie viendront en aide en les affrontant.
Épisode 25.

- Jim : enfant noir avec qui Sophie se lie d'amitié en Amérique. 
Épisodes 9-10.
- Yvonne dite Ma'Vone (en créole) : bonne de Sophie en Amérique qui l'apprécie énormément.
Épisodes 9-10.
- Blaise Lecomte dit « Le Normand » : second de La Sibylle, il fera visiter le navire à Sophie et Paul avec le commandant. Il survit au naufrage avec Paul et le commandant et sera aussi recueilli par des Amérindiens, il s'est échappé en pirogue du mariage forcé avec Talipou par le chef amérindien, le père de cette dernière, puis il est capturé par des pirates qui le persécutent et Blaise s'échappe a eux et il est récupéré par un navire français, avant de rentrer en France par lui-même.
Épisodes 8, 21-24 et 26
- Françoise Lecomte dite « La mère La Frégate » : femme de Blaise Lecomte, mère de Marie Lecomte. Toutes deux vivent dans la misère depuis la disparition de l'époux, mais Mmes de Fleurville et de Rosbourg leur viendront en aide, ainsi que leurs filles et Sophie.
Épisodes 18, 19, 21-24 et 26
- Marie Lecomte : fille de Blaise et Françoise Lecomte.
Épisodes 18, 19, 21-24 et 26
- Capitaine de la Véga : commandant du navire espagnol qui recueille Sophie et son père après le naufrage de La Sibylle et les conduit à La Nouvelle-Orléans, c'est encore sur son navire que Sophie et Mme Fichini reviendront en France. 
Épisodes 9-10, 22 (dans les souvenirs de Sophie).
- Le docteur Alliotte : médecin de La Nouvelle-Orléans qui vient soigner M. de Réan dans ses derniers moments en Louisiane.
Épisodes 9-10, 20 (dans les souvenirs de Sophie).
- Le chef amérindien : roi de la tribu d'Indiens des Caraïbes qui recueille Blaise Lecomte en le liant à son poignet selon leurs traditions, père de Talipou et invité de l'autre chef. Il porte une coiffe de plumes rouges.
Épisodes 22 (dans les souvenirs de Blaise Lecomte), 23-24 (dans les souvenirs de Paul).
- Talipou : fille du chef des indiens Caraïbes qu'il veut donner pour épouse à Blaise Lecomte.
Épisode 22 (dans les souvenirs de Blaise Lecomte).
- Le deuxième chef amérindien : roi de la tribu qui recueille Paul et M. de Rosbourg à qui ce dernier est lié. Il porte une coiffe de plumes bleues.
Épisodes 23 et 24 (dans les souvenirs de Paul).
- L'employé du Ministère de la Marine : employé du ministère qui enregistre le retour de Blaise Lecomte et que va consulter M. de Rugès.
Épisode 22.
- Le commandant Duflot : commandant du navire français L'Invincible qui recueille Paul et M. de Rosbourg chez les Amérindiens et les ramène au Havre.
Épisode 24 (dans les souvenirs de Paul et de M. de Rosbourg).
- L'avocat de Mme de Fleurville : Il signale à sa cliente Mme de Fleurville, qu'il faut demander la permission de Mme Fichini, si elle veut devenir une mère adoptive de Sophie.
Épisode 25.
- Le prêtre : Mme Fichini confesse devant lui avant de quitter le monde.
Épisode 26.

Animaux
- Cadichon : âne acheté avec une charrette par Mme de Réan à Sophie et Paul à leur demande, Sophie le maltraitera en le piquant avec une fourchette et sa mère décidera de le revendre. Son nom vient de celui de l'âne des Mémoires d'un âne, autre roman de la comtesse de Ségur.
Épisodes 5, 8 (mentionné).
- Sultan : un des deux chiens appartenant à la famille de Réan, il est blanc à taches noires et semble appartenir à la race des chiens de chasse et accompagne pour les sorties en forêt.
Épisodes 6, 19 et 21 (dans les souvenirs de Sophie).
- Jupiter : l'autre chien appartenant à la famille de Réan, il est marron et semble appartenir à la race des chiens de chasse et accompagne pour les sorties en forêt.
6, 14, 19 et 21 (dans les souvenirs de Sophie).
- Le loup :  vit dans la forêt voisine du château de Réan ; il tentera de s'attaquer à Sophie qui était restée en arrière, il sera mis en fuite par Sultan et Jupiter.
Épisodes 6, 19 et 21 (dans les souvenirs de Sophie).
- Le bouvreuil : oiseau appartenant à Mme de Réan, il vit dans une cage installée dans la serre du château.
Épisodes 6 et 8 (mentionné).
- L'écureuil : capturé par Paul selon le souhait de Sophie qui en voulait un. Il s'échappera, n'étant pas à l'aise dans une cage.
Épisodes 6 et 8 (mentionné).
- Beau-Minon  : chat que Sophie et Paul trouvent dans l'écurie du château, il tentera de tuer le bouvreuil et M. de Réan se débarrassera de lui. Le nom est repris du Histoire de Blondine, de Bonne-Biche et de Beau-Minon faisant partie du recueil Les Nouveaux Contes de fées de la comtesse de Ségur.
Épisodes 6 et 8 (mentionné).
- Les chevaux : les chevaux de l'écurie du château de Réan servent à tirer les calèches, la berline et aux promenades. Les enfants vont souvent les nourrir avec du pain.
Épisodes 6-8, 9 (dans les rêves de Sophie), 11-15.
- Daphnis : chien de Mme Féodora Maria Fichini, il s'agit apparemment d'un carlin, elle y tient beaucoup mais le perdra au port de La Nouvelle-Orléans au moment de s'embarquer pour la France. Il s'enfuit pour courir après un autre chien. Elle en voudra beaucoup à Sophie qui tenait la laisse.
Épisodes 9-10.
- Calino : chien de Nicaise, garde-champêtre du domaine de Fleurville, un chien de chasse qui accompagne souvent son maître.
Épisodes 13, 18 et 19.
- Les hérissons : une mère hérisson et ses trois petits tués par Nicaise qui les considère comme des animaux nuisibles au grand dam des fillettes. Deux petits hérissons sont en réalité tués par Nicaise ; le dernier est en réalité encore vivant et relâché par Madeleine de Fleurville.
Épisode 13.
- La Malice : chat de l'hôtel particulier de la famille de Fleurville à Paris, il s'attache à Sophie.
Épisode 16.
- Mimi : rouge-gorge brièvement adopté par Madeleine, il préférera s'enfuir pour retrouver sa liberté.
Épisode 17.
- Les sangliers : ils poursuivent un moment Sophie et Marguerite lorsqu'elles se perdent en forêt.
Épisode 19.
- Bérini : chien de M. de Rugès.
Épisode 21.

## Anecdotes et différences avec les romans
- Le personnage de Madame de Réan a été grandement adouci. Par rapport au livre, où celle-ci se montre très sévère et utilise comme Mme Fichini le fouet (toutefois elle ne l'utilise qu'une fois dans le chapitre de la boite à ouvrages), elle apparaît plus aimante et ses punitions sont beaucoup moins dures. 
  - La seule fois où elle leva la main sur Sophie, fut lors de l’épisode 6, après que cette dernière fut sauvée par Paul, du loup de la forêt, lui donnant une fessée, avant de la prendre dans ses bras. Néanmoins, elle justifia cela auprès de sa fille, qu’elle a agi sur le coup de la peur.
- Certains animaux ne meurent pas, alors qu'ils perdent la vie dans le livre (ex: l'âne). Il y a même des histoires tragiques qui ont été enlevées dans le dessin animé (ex: Les petits poissons, L'abeille…).
- En tant qu'héroïne éponyme, Sophie est le seul personnage à apparaître dans chacun des 26 épisodes.
- L'ordre chronologique des épisodes adaptés des Malheurs de Sophie est différent par rapport au roman.
- Dans le livre, Sophie est blonde aux yeux gris. Dans la série animée, Sophie a les yeux verts et les cheveux bruns ; elle veut avoir les cheveux frisés et son rêve se réalise une fois devenue grande.
- Au début du roman, Sophie a trois ans et demi. Dans le dessin animé, elle fête ses sept ans dès l'épisode 2. En réalité, il semblerait que tous les personnages enfants aient été vieillis, sûrement pour ajouter un côté plus vraisemblable à l'histoire.
- Dans les livres, nous connaissons avec précision les âges de Léon, Jean, Camille, Paul, Madeleine, Sophie et Marguerite. Dans la série, seul l'âge du personnage principal, à savoir Sophie, est clairement spécifié.
- Que ce soit dans le roman ou dans le dessin animé, Paul et Madeleine ont le même âge, c'est-à-dire un an de plus que Sophie.
- Les épisodes racontant le naufrage et le séjour de Sophie en Amérique ne font pas partie des romans, où dans ces derniers le décès des parents de Sophie et ceux de Paul ne sont que mentionnés.
- Dans les romans, Camille est blonde et vive, tandis que Madeleine châtain-brune et réservée. Dans le dessin animé, ces deux personnages sont inversés aussi bien pour le caractère que pour le physique.
- Dans le roman, Mme Fichini est décrite comme ayant les cheveux roux. Dans le dessin animé, c'est au contraire une femme blonde qui nous est présentée.
- Dans les livres, Camille et Madeleine ont trois cousins, Jean et Léon de Rugès ainsi que Jacques de Traypi qui est le futur mari de Pauline de Rosbourg. Ce dernier n'apparaît pas dans le dessin animé. La majeure partie de son rôle dans Les Vacances est repris par Marguerite. De plus leurs parents, M. et Mme de Rugès ainsi que M. et Mme de Traypi, les accompagnent lors de leurs vacances à Fleurville. Seul M. de Rugès apparaît dans le dessin animé, sa femme, la mère de Jean et Léon n'est que mentionnée et l'on suppose qu'elle est restée à Paris. Quant au couple de Traypi, il n'apparaît pas du tout étant donné que leur fils Jacques est absent du dessin animé. Le lien qui unit la famille de Rugès à celle de Fleurville est le même que pour la famille de Traypi: M. de Rugès est le frère de Mme de Fleurville et de Mme de Traypi.
- L'épisode Un hiver à Paris est inspiré des Deux Nigauds, roman de la comtesse de Ségur. La scène où Sophie passe devant une guenon battant son bébé à la ménagerie du Jardin des Plantes est inspirée de Les Bons Enfants, autre roman de la comtesse de Ségur.
- Le chat Beau-Minon brièvement adopté par Sophie est repris du Histoire de Blondine, de Bonne-Biche et de Beau-Minon de la comtesse de Ségur.
- De même, le personnage de Mina apparait dans le roman Les Bons Enfants.
- Le nom Cadichon, donné à l'âne par Sophie (épisode 5) est repris du roman Les Mémoires d'un âne de la comtesse de Ségur.
- Dans l'épisode Les fleurs, Sophie écrase les fleurs, ruinant le jardin de Camille et Madeleine. Dans Les Petites Filles modèles, c'est Marguerite qui est responsable en cueillant les fleurs. Plus généralement, il est possible de constater que beaucoup de bêtises faites par Marguerite dans les romans ont été commises par Sophie dans la série animée.
- Certains chapitres des Malheurs de Sophie ainsi que l'histoire de la poupée perdue de Marguerite dans Les Petites Filles modèles ont été omis.
- Dans Les Vacances, le marin Lecomte dit Le Normand qui s'est échappé sur le radeau avec Paul et le commandant de Rosbourg a une fille nommée Lucie. Dans la série, elle se nomme Marie.
- Dans Les Petites Filles modèles, le boucher Hurel meurt accidentellement, laissant sa femme et ses enfants. Dans le dessin animé, c'est lui le veuf et il épouse Élisa, la bonne de Camille et Madeleine, dans l'ultime épisode.
- Dans Les Vacances, M. de Rosbourg achète un hôtel particulier à Paris à la famille Tourneboule, un couple de parvenus avec leur fille Yolande qui ont perdu leur fortune. Ces derniers n'apparaissent pas dans le dessin animé.
- Dans Les Vacances, Mme Fichini mourante confie sa fille malade qu'elle a eu de son second mari à Sophie pour qu'elle l'élève, malheureusement elle mourra peu après en raison d'une faible constitution. Cette petite fille n'apparaît pas dans la série animée sans doute par volonté de ne pas heurter le jeune public.
- Dans Les Vacances, Paul est le parrain de Pauline alors que dans la série, c'est Sophie qui en est la marraine (épisode 26).
- Dans Les Vacances, Sophie n'est pas la fille adoptive de M. de Rugès, mais la filleule de M. de Rosbourg.
- De nombreux personnages du dessin animé sont inventés pour la série et n'existent pas dans le roman tels ceux que Sophie rencontre en Amérique.
- De manière générale, le personnage de Sophie est plus mis en avant dans le dessin animé que dans les romans. En effet, son parcours de vie est moins coupé et plus facilement retraçable (le naufrage et le séjour en Amérique sont intégralement relatés, ainsi qu'une partie de la vie de l'héroïne 10 ans plus tard dans l'épisode 26), elle est au centre de plus d'actions et nous connaissons mieux ses ressentis et ses émotions face aux différents évènements (dans Les Petites Filles modèles, le retour de Sophie en France avec sa belle-mère n'est que brièvement mentionné, l'histoire se préoccupant davantage de l'arrivée de Mme de Rosbourg et sa fille Marguerite à Fleurville).

## Chronologie
Il est impossible de savoir véritablement l'âge de Sophie au fil des épisodes. Dans l'épisode 2, elle fête ses 7 ans. Dans le livre l'histoire commence alors qu'elle fête rapidement ses 4 ans. 
Dans l'épisode 9, de la Louisiane, elle fête ses 9 ans, et elle était déjà présente à la Nouvelle Orléans, depuis environ une année (madame Fichini offrant à Sophie pour son anniversaire, une nouvelle robe. La robe noire, robe de deuil, venait d'être portée pendant un an). On sait donc, que deux ans se sont écoulés entre les épisodes 2 et 9. 
Dans l'épisode 7, Sophie devait aller en Nouvelle Orléans, pour une durée limitée de 2 ans. 
Dans l'épisode 23, lors du retour de Paul, le commandant de Rosbourg, dit à sa femme que cela fait 5 ans qu'ils ne se sont guère vus à la suite du naufrage. 
On peut supposer que cinq années se sont écoulées entre l'épisode 7 et l'épisode 23. 
Cela veut signifier que Sophie lors du drame, devait avoir 7 ou 8 ans. Quand Paul revient, âgé d'un an et demi de plus qu'elle, Sophie doit alors avoir 12 ans. 
Dans le dernier épisode, madame de Rosbourg attend depuis peu, un enfant. Alors qu'elle n'est pas enceinte dans l'épisode, on constate que l'histoire reprend alors que sa fille fête ses 10 ans. Sophie, devenue adulte, on peut supposer 11 ans plus tard, qu'elle devait avoir entre 23 et 26 ans (ne connaissant pas son véritable âge entre les épisodes 22 et 26) à la toute fin de la série.